# Wolfgang Kuschnigg
Wolfgang Kuschnigg ist ein österreichischer Schulbuchautor und Hochschullehrer.

## Leben
Nach Abschluss seines Studiums unterrichtete er Geographie und Geschichte an einem Linzer Gymnasium.
Nun ist er als Hochschullehrer für Geographie in der Hauptschullehrerausbildung an der Pädagogischen Hochschule der Diözese Linz tätig. Bis 2008 war er dort auch Abteilungsleiter für die Ausbildung literarischer Lehrer. Heute ist er für die Incoming Students (die ausländischen Austauschstudenten) an der Hochschule verantwortlich. Außerdem organisiert er die International Week an selbiger.
Er machte sich als Verfasser von Schulbüchern einen Namen.

## Publikationen
- Was war wann? Eine Geschichtschronik für die Unterstufe. Hölzel, Wien 1996, ISBN 3-85116-195-5.
- Rätsel zur Geschichte. 2 Bände. Hölzel, Wien 1996–1997.
- Rätsel zur Geographie und Wirtschaftskunde. 3 Bände. Hölzel, Wien 1997–1999.
- mit Gerhard Floßmann: Erde – Mensch – Wirtschaft. Band 8, 1999, ISBN 3-85116-191-2.
- mit Wolfgang Sitte, Christian Sonnenberg: Lexikon zur Geographie und Wirtschaftskunde für Zehn- bis Vierzehnjährige. Hölzel, Wien 1995, ISBN 3-85116-846-1.
- mit Roland Böckle, Harald Hitz, W. Lidauer, Christian Sonnenberg: Horizonte. Ein Unterrichtswerk für Geographie und Wirtschaftskunde. 4 Bände, Hölzel, Wien 1990–1994.